# ランドサット3号
ランドサット3号(英語: Landsat 3)はアメリカ合衆国の地球観測衛星。ランドサット計画の3機目の衛星。
1978年3月5日に打ち上げられた。当初の目標は世界的な衛星イメージの保管記録を提供することであった。なお、衛星のデータは露光を反映しておらず、地球表面の放射電磁エネルギー束の記録であったため、写真ではなくイメージと呼ばれるようになった。
ランドサット3号は後のランドサットとは違い主にNASAによって運用された。運用期間は運用設計より1年長く運用が行われ、1983年3月21日に運用を終了した。

## 特徴
ランドサット3号の基本的な設計はランドサット2号に準じており、最大で75mの分解能をもつマルチスペクトルスキャナを搭載していた。以前のランドサット計画の探査機とは違い、熱バンドのスキャナが組み込まれていたが、衛星の投入後短期間で装置が故障している。ランドサット3号は高度約920kmの極軌道に投入され、地球全体の表面をスキャンするのに18日かかった。

## 註
1. ↑  United States Geological Survey (2006年8月9日). “Landsat 3 History”. 2007年1月16日閲覧。
2. ↑  National Aeronautics and Space Administration (2007年1月10日). “The Landsat Program – History – Landsat 3”. 2007年1月16日閲覧。